# 尾張東部聖苑

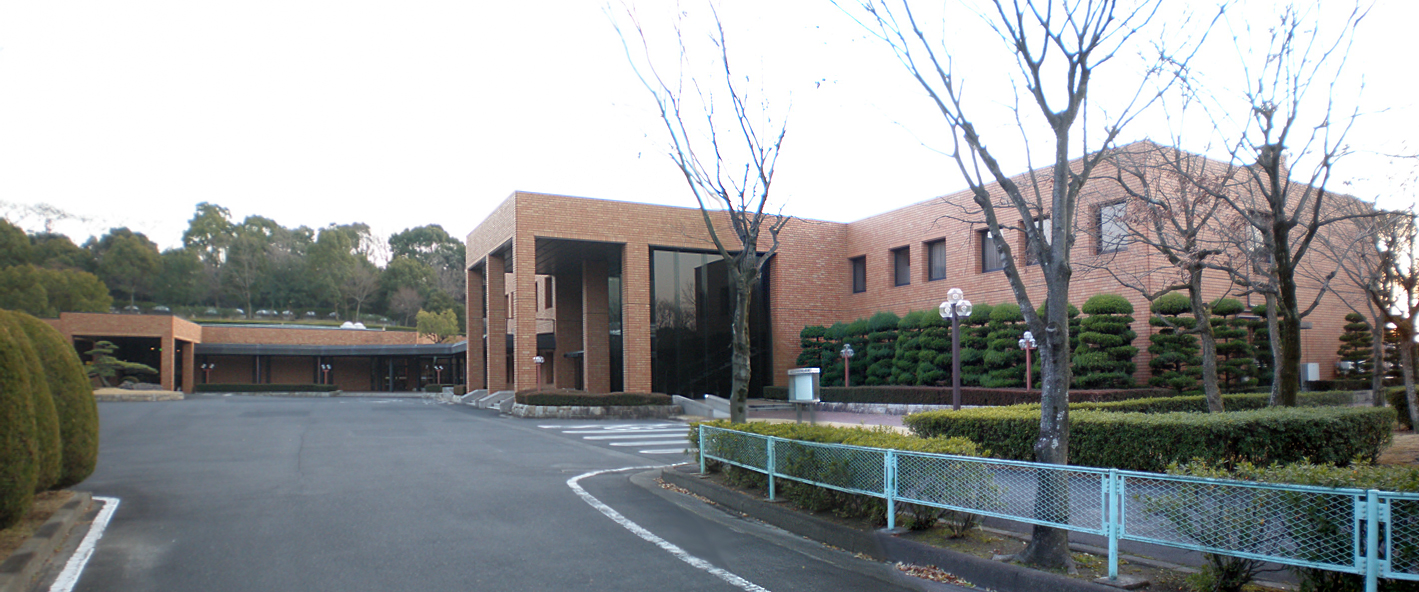
尾張東部聖苑

尾張東部聖苑（おわりとうぶせいえん）は、愛知県小牧市にある火葬場。

## 概要
小牧市と春日井市と豊山町が、尾張東部火葬場管理組合を設立し共同で管理している。潮見坂平和公園に隣接している。

## 沿革
- 1980年（昭和55年）9月1日 - オープン。

## 所在地
- 愛知県小牧市大字大草2003-1

## 建物内
- 火葬炉：16基
- 延床面積：4,569m2
- 敷地面積：23,950m2
- 建築面積：3,748m2
- 駐車場：111台